# 约尔马·瓦尔卡马
约尔马·瓦尔卡马（芬蘭語：Jorma Valkama，1928年10月4日—1962年12月11日），芬兰男子田径运动员。他曾代表芬兰参加1952年、1956年和1960年夏季奥林匹克运动会田径比赛，获得一枚铜牌。